# أوراق رابعة (رواية)
أوراق رابعة هو اسم رواية للكاتبة اليمنية شذى شوقي الخطيب وهي الرواية الثانية لها بعد رواية الزنبقة السوداء وقد استهلت بكتابته هذه الرواية عام 2012 وطبعت ونشرت النسخة الأولى منها باشراف دار الفكر العربي المصرية عام 2013

## سبب التسمية
جاء سبب تسمية الرواية بأوراق رابعة لان الفتاة (رابعة) بطلة الرواية كان لديها دفتر خاص تدون عليه مذكراتها الشخصية وتعبر فيه أيضاً عن ما يجول في خاطرها. بالإضافة إلى العديد المعاني وراء كلمة أوراق التي يستشف القارئ معناها أثناء قراءته للرواية.

## اوراق رابعة
اوراق رابعة هو عمل حاولت فيه الكاتبة أثبات قلمها في عالم الكتابة بانطلاقة مختلفة عن روايتها السابقة حيث تناولت الحياة في اليمن بكل تفاصيلها الاجتماعية ما بين الفقر والغنى والتواضع والغرور والكرم والبخل والتمرد والمحافظة. في سيرة فتاة يمنية تدعى (رابعة) وعلاقتها بأسرتها وأبن عمها (عقبة)الذي يقاسمها ورث والدها الذي توفي وهي صغيرة والطامع بالزواج منها والذي يعلم صراحة بأن (رابعة) لا ترغب بالزواج منه لانها تحب خطيب صديقتها المقربة (مالك). وهذا مما اثار غضبه وسبب الكثير من المشاكل والتحدي ما بين (رابعة) وابن عمها (عقبة) في احداث الرواية.
بالإضافة إلى الحب التي تكتمه (رابعة) اتجاه (مالك) وغيرتها من صديقتها والمعاناة التي تعيشها جراء ذلك. وجراءتها على تحدي الجميع والحصول على مبتغاها دائما لأنها تعودت أن تمتلك كل شيء وأن تصرف دون حرص. حيث أنها تعيش مع والدتها التي تتيح لها الحرية التي تسعى إليها فتتمرد كثيرا وهذا مما يسبب صدام كبير بينها وبين ابن عمها (عقبة) وأعمامها.

## تعليق الناقد الجزائري وليد عثماني عليها
قال عنها الناقد الجزائري وليد عثماني أستاذ النقد الأدبي بجامعة سطيف الجزائرية
تنفتح هذه الرواية على أوراق متلونةٍ تمس شرائح متينة ومتعمقة... متأصلة في جذور الروائية شذى الخطيب. إذ تعكس بكلّ دقة وجمالية العديد من المرايا التي تتفاعَل فيما بينها، والصور التي تكشف عن المكنون التراثي الذي يترَبعُ عليهِ المجتمع اليمني.
«أوراق رابعة» سردية متنوعة ومشوقة تبرز الترفَ اليمني من ضوابط وعاداتٍ وتقاليد مقدسات....تشكلت كسلطة متعالية يعزى إليهَا قانون المجتمعِ أو العرف بأتم المعنى. وهو ما تلخِصه مجريات الروايةِ وفق ثنائيات تارة: كالجريمةِ والعقابِ، الحب والكرهِ، العشق والخيانة، الثراء والفقر، الإحسان والإساءة.. وتارة آخرَى وِفق متلازماتِ الحياةِ من: طمعٍ وجشع، حسد وانتهازية، حقد وضعف...وكلها مرايا وأوراق ملونة ومتسايرة في دائرةِ الوجودِ الإنساني. ها هي شذى تطرح «رابعة» كورقة رابحة في فضاء الرواية، بما يستوعبه هذا العالم الرحب مِن تقنيات وفنيات يستجيب لها طواعية... مصورة المجتمعَ اليمني جنوبه بشماله، وتمازجه الجغرافي برؤية واحدة متكاملة في «أوراق» تروم المرابحةَ الفنيةَ بتقنية إبداعية متناهِيَة في دفعِ حركية الزمن والأحداث؛ ما جعل فضاء النَّص يتوزع بحبك متواشج ودقيق، متناسق ومنسجم... يدخل عبره المتلقي البيت اليمَنِي بكل سهولَة وسلاسة، متصفحا أوراق رابعة الملونةَ بماضيها وحاضرها. مستشِفا منه أَدق التَّفَاصيل التي صقَلَت هذه الشخصِيةَ القوية الطموحة...
وعن غلاف الرواية يضيف قائلاً:-
الوان الغلاف الأحمر والأزرق وكلمة أوراق بجانب اسم رابعة له دلالات في شخصية البطلة في الرواية أو شخصية رابعة 
وتداخل جميع هذه الأوراق باللون الأحمر فإن دلالتها تكتسي طبوعا من التعابير المختلفة مثل التي تعبر عن: الألم، الدم، القهر، الانضباط، الصرامة، المعاناة، والهيبة والوقار...كما تعبر أيضا عن الحب والعشق وما يبوح به العاشق ويوجزه في رسمة بالأحمر وما يختزله فيه... واما الأزرق فهي تكتسب خاصية هذا اللون من ثورة البحر والمحيط بما يحملانه من دلالات الهيجان والغضب. وداعة رابعة وصفاؤها وسعة خاطرها: مستقى من السماء باتساعها ورحابة مدها...كما لا ننسى عطفها وحنوها المستقى من حنو السماء المدرارة مطرا وخيرات جمة... صورة المرأة بالأبيض والأسود إحالة على التشويش والتذبذب والحيرة والضياع. مع اشتمالها على اليأس والقنوط... وهي صورة مرسومة بدقة لشخصية رابعة المحتارة غير المستقرة المتذبذبة..